# 暗能量

今期與早期的宇宙質能分佈餅圖

在物理宇宙学和天文学中，暗能量（英語：Dark energy）是一种基于观测推论出的能量，它在大尺度上影响整个宇宙。其表现为一种均匀的负压力，主要效应是推动宇宙加速膨胀，同时减缓宇宙大尺度结构的形成速率。根据目前公认的ΛCDM模型，暗能量占据着宇宙总质能的主导地位——在现今可观测宇宙中，暗能量占比达68%，暗物质与可见（重子）物质分别占26%和5%，而中微子、光子等其他组分几乎可以忽略不计。暗能量具有极低的密度：仅7×10−30克/立方厘米（等效能量密度为6×10−10焦耳/立方米），远低于星系中可见物质或暗物质的密度。但由于其在宇宙空间中均匀分布的特性，暗能量目前在宇宙的质量-能量构成中占比极大。
暗能量存在的首个观测证据源于对超新星的测量。Ia型超新星具有稳定的光度特性，这种特性使其成为精确的宇宙距离标尺。通过比对其光度距离与红移值（反映超新星退行速度的物理量），科学家发现宇宙膨胀呈现加速趋势。在此观测结果公布前，科学界普遍认为宇宙中物质与能量的引力作用将导致膨胀速率随时间递减。自加速膨胀现象确认以来，多个独立研究证据相继被发现，共同支持暗能量的存在。
暗能量的本质仍是未知的。現有兩種主流暗能量模型：宇宙學常數（即一種均勻充滿空間的恆常能量密度）和标量场论（即一個能量密度隨時空變化的動力學場，如第五元素和模空間 (物理學)）。宇宙常數在物理上等價於真空能量。在空間上變化的純量場很難從宇宙常數中分離出來，因為變化太緩慢了。其他的候选包括可相互作用的暗能量理论，以及一些观测效应。
暗能量這個名詞是由美國理論宇宙學家麥可·特納引進的。

## 暗能量概念的历史与背景

### 爱因斯坦提出的宇宙学常数
"宇宙学常数"是广义相对论下爱因斯坦场方程中可引入的常数项。若将其视为场方程中的"源项"，则等效于真空空间的质量（其值在概念上可正可负），或称"真空能量"。
爱因斯坦最初提出宇宙学常数（符号记为Λ）是为了利用暗能量来抵消引力，从而获得引力场方程的静态宇宙解。他明确指出，这一常数要求"真空空间扮演散布于星际空间中的负质量引力源角色"。
该机制是‘参数微调’的典型案例，但后来学界发现爱因斯坦的静态宇宙模型并不稳定：局部密度涨落最终将导致宇宙陷入失控膨胀或坍缩。平衡态本质上是脆弱的——若宇宙发生轻微膨胀，膨胀过程中会释放更多真空能量，进而引发更大规模膨胀；同理，轻微收缩也将持续加剧。爱因斯坦认为"真空空间"本身具有能量，且该能量作为空间的内禀属性不会因空间膨胀被稀释。随着空间膨胀，更多空间能量随之产生，从而驱动加速膨胀。由于宇宙物质分布的不均匀性，此类扰动不可避免。1929年爱德温·哈勃的观测进一步表明宇宙处于膨胀状态而非静态。爱因斯坦将之前坚持静态宇宙观点而未能预见到动态宇宙称为其毕生最大失误。

### 暴胀和暗能量的关联
关于宇宙早期暴胀与暗能量关联的研究可追溯至1980年。当时阿兰·古斯与阿列克谢·斯塔罗宾斯基提出，类似于暗能量概念的负压场可能在极早期宇宙中驱动了暴胀过程。该理论认为，某种与暗能量性质相似的排斥力导致了宇宙在诞生初期产生指数级膨胀——这一机制已成为当前多数大爆炸模型的核心要素。不过暴胀时期的能量密度远高于现今观测到的暗能量，且暴胀在宇宙年龄不足一秒时就已终结，两者是否存在关联至今仍是未解之谜。值得注意的是，即便暴胀模型被当时学界接纳后，宇宙学常数仍被认为与当代宇宙无关。

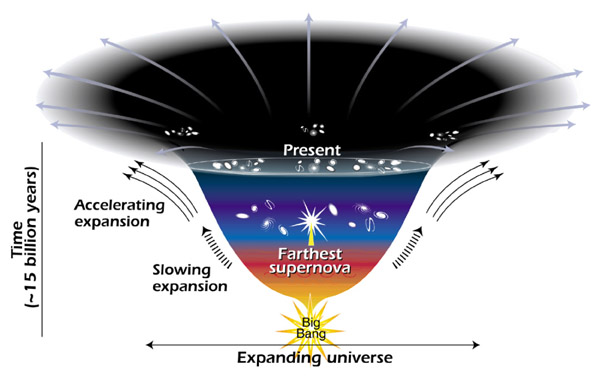
暗能量导致宇宙加速膨胀的示意图

绝大多数暴胀模型都预言宇宙总密度（物质+能量）应无限接近临界密度。1980年代学界主要研究物质密度达临界值的模型，通常设定为95%的冷暗物质（CDM）加5%普通物质（重子物质）。这类模型虽能成功模拟星系与星系团形成，但在80年代末显露出缺陷：模型所需的哈勃常数低于观测值，且对大尺度上星系聚集的预测与实测存在偏差。1992年宇宙背景探測者（COBE）卫星发现宇宙微波背景各向异性后，传统冷暗物质模型面临更大挑战。至90年代中期，ΛCDM模型与冷热混合暗物质模型等修正方案成为研究热点。1998年两个超新星观测团队（里斯团队与珀尔马特团队）首次发现宇宙加速膨胀的直接证据，使ΛCDM模型脱颖而出。随后多项独立观测持续佐证按能量的存在：2000年毫米波段气球观天计划（BOOMERanG）与毫米波各向异性成像阵列实验（Maxima）实验测得宇宙微波背景辐射的第一声学峰，证实总密度接近临界值；2001年2度视场星系红移巡天显示物质密度约占临界密度30%，二者巨大差值证明宇宙中存在均匀分布的暗能量来弥补两者间的空缺。2003-2010年威尔金森微波各向异性探测器（WMAP）卫星的精密测量进一步巩固了标准宇宙学模型，并提升了关键参数的测定精度。
"暗能量"这一术语由迈克尔·特纳于1998年提出，其命名灵感源自弗里茨·兹威基1930年代提出的"暗物质"概念。

### 暗能量随时间的演化
要理解宇宙膨胀速率如何随时间和空间变化，必须对其进行高精度测量。在广义相对论框架下，宇宙膨胀速率的演化可通过宇宙曲率和宇宙学状态方程（表征空间任意区域内温度、压强与物质、能量及真空能量密度的相关关系）进行计算。当前观测宇宙学最重要的研究方向之一，正是对暗能量状态方程的测量。在标准FLRW度规中引入宇宙学常数（即暗能量）后形成的ΛCDM模型，因其与观测数据的高度吻合，已被学界称为"宇宙学标准模型"。
截至2013年，ΛCDM模型已通过包括普朗克卫星和超新星遗产巡天在内的一系列严格宇宙学观测的验证。超新星遗产巡天项目首批数据显示，暗能量的平均特性（即状态方程）与爱因斯坦提出的宇宙学常数的吻合精度达到10%。哈勃太空望远镜高红移团队最新研究表明，暗能量在宇宙加速膨胀前就已存在，其存在时间至少跨越90亿年宇宙史。
近期有一些观测结果表明，暗能量可能随着时间的推移在演化。2025年3月，暗能量光谱仪（DESI）的数据追踪了宇宙膨胀过程中重子声学振荡的变化，结合此前对宇宙微波背景、超新星和弱引力透镜的观测数据，研究发现暗能量密度有随着时间的推移而降低的趋势，即当前宇宙中的暗能量密度约比45亿年前低10%左右，其结果显著度处于2.8至4.2sigma区间。该观测仍然不足以完全排除暗能量密度为常数（也即宇宙学常数）的可能。

## 暗能量的相关解释
虽然暗能量存在的证据都来自于间接推测，但有三个主要证据支持：
- 根据遥远星系距离与红移量的观测，显示宇宙在它的演化过程后半段经历過加速膨脹。
- 实际观测的宇宙是平坦的，这显示宇宙的物质密度应该近似等于大爆炸理论中的临界密度。但是暗物质和通常物质的观测总量加起来都远远不够，需要有额外的物质贡献质量。
- 宇宙大尺度质量密度的傅立叶谱支持暗能量存在的假设。

目前通常假设，暗能量在宇宙中各向同性，密度非常小，且不与通常物质发生任何除引力之外的已知的相互作用（即电磁，强，弱相互作用）。暗能量的密度又非常之小，大概10−29 g/cm3，因此地球上的实验室应当很难直接发现它。但是因为暗能量应该充满了所有的宇宙空间，因此它占宇宙质能总量的68%，这显著地影响了宇宙整体的演化。目前的两类暗物质理论——宇宙常数理论和基本标量场理论，都包含了暗能量的两种重要性质——均匀和负压。

### 关于暗能量的“负压”
根据广义相对论，造成引力效应的时空弯曲不仅仅受物质的质量影响，也受到物质不同部分之间的应力的影响。其中，压强是物质的应力的一种形式。物质的质量密度、动量密度和物质的应力张量共同组成了物质的能动张量，共同决定了时空曲率。因此，从广义相对论推导出的弗里德曼-勒梅特-罗伯逊-沃尔克度规解中，能看出足够强的负压对宇宙演化的影响：当 {\displaystyle w<-1/3}时，如果宇宙已经在膨胀，负压将使宇宙加速膨胀，而如果宇宙已经收缩，它又将使宇宙停止收缩重新膨胀。
该加速效应有时被称作“引力排斥”，但负压并不会造成个别物质之间的排斥作用，它们仍然是相互吸引的。但是，负压充斥宇宙，却会造成类似宇宙背景时空整体被吹涨的效应，结果是宇宙加速膨胀了。

## 暗能量存在的具体观测证据
关于暗能量的证据虽属间接，但源自三个互相独立的方面：
1. 宇宙学距离测量结果及其与红移的相关关系，表明宇宙目前膨胀速度超过了早期；[25]
2. 理论需要引入一种既非可见物质也非暗物质的附加能量类型，才能解释目前观测到的平坦宇宙形态（即未检测到任何全局曲率）；
3. 对宇宙中物质密度在大尺度上的涨落模式的观测分析。

### 超新星
1998年，高紅移超新星搜索隊观测组发表了Ia型超新星的观测数据，显示宇宙在加速膨胀。随之，1999年，超新星宇宙學計畫证实了该结果。索尔·珀尔马特，布赖恩·施密特和亚当·里斯因该项工作于2011年获得諾貝爾物理學獎。
自那时起，多项独立研究结果验证了这些观测发现。宇宙微波背景辐射测量、引力透镜效应、宇宙大尺度结构研究以及改进的超新星观测数据，均与ΛCDM模型相吻合。有不同观点认为，实际上暗能量存在的唯一依据来自于测量距离测量和红移关联性的观测结果，而宇宙微波背景各向异性和重子声学振荡仅能证明特定红移对应的天体距离比传统"尘埃态"弗里德曼-勒梅特宇宙模型预测值更大，且与本地测量的哈勃常数存在差异。
超新星由于其作为优质标准烛光的特性成为宇宙学研究的重要工具。它们使研究人员能够通过天体距离与红移（反映天体远离地球的退行速度）的对应关系来测算宇宙膨胀历史。根据哈勃定律，这种关系近似于一种线性关系。红移可以通过相对容易的光谱法测定，而天体距离的测量则更具挑战性。天文学家通常采用标准烛光法——即利用拥有已知或可校准的本征亮度（绝对星等）的天体进行测算，通过对比其实际观测亮度（视星等）即可推算出距离。Ia型超新星凭借其极高且稳定的光度，成为目前跨宇宙学尺度最精确的标准烛光。
最新超新星观测数据显示，若假设当前宇宙符合平坦ΛCDM模型，则目前宇宙中质能占比构成为66.6%的暗能量及33.4%的暗物质与重子物质组合。

### 宇宙微波背景
无论是何种形式的暗能量，它都对宇宙空间大尺度曲率有贡献。对宇宙微波背景的观测，可以测量出宇宙目前的曲率，以及宇宙中暗物质和通常物质的含量。目前的观测结果是，我们的宇宙接近平坦，因此宇宙的总物质量应该接近等于临界密度。但宇宙微波背景测出的宇宙暗物质和通常物质的含量仅有该值的30%左右，则剩下的为暗能量。
威爾金森微波各向異性探測器（WMAP）卫星耗时七年，给出的数据是宇宙物质的72.8%是暗能量，22.7%是暗物质，4.5%是通常物质。2013年，普朗克衛星给出的数据是，68.3%的暗能量、26.8%的暗物质、及4.9%的通常物质。

### 大尺度结构
在早期宇宙光子退耦发生前，所有物质，包括光子，电子，重子等，都组成了一锅均匀的“等离子体汤”。在其中，所有的粒子自由程都极短，走一点路程就会被其他粒子散射，所以这种等离子体内部的相互作用极强。当然，这种等离子体也不是完全均匀的，上面会有微小的密度涨落。由于暗物质退耦更早，因此那些密度稍大的部分含有更多的暗物质，这些部分吸引周围的物质向其靠近。由于这种早期的等离子体内部相互作用非常强，因此在被吸往密度较大的核心的过程中，会聚集而造成局部压力过大，因此会向周围辐射一种“重子声学振荡”，就如同在水中丢一颗石子，外围产生一圈波纹一样。由于暗物质早就退耦了，除了引力之外它不与等离子体相互作用，因此暗物质留在中心，而等离子体则形成了被暗物质吸引部分的一个核心，以及周围包裹的压力较大部分的一个壳状密度较大区域，那是重子声学振荡的波前。这个壳状区域可以以光速的一半向外扩张。
之后，随着宇宙膨胀，等离子温度下降，光子退耦出去，形成了今天宇宙微波背景辐射的源头，而组成壳状区域的重子和电子物质结合生成原子核。由于失去了光子作为相互作用的传递媒介，重子之间的相互作用开始以引力为主，“壳状区域”不再受波的传播定律的制约，因而扩散停止，被固定住。由于早期宇宙温度几乎是均匀的，而温度下降到某个值时，光子会突然“同时退耦”，因此所有的“壳状区域”都会同时固定，继而只受引力相互作用，只随宇宙膨胀，而不继续向外传播，并且互相干涉，形成宇宙中今天看到的各种复杂结构。这些壳状区域继续不停地吸引落入的物质，形成各种星系，因此我们能在宇宙中观测到各种大小几乎一致的空洞（~150兆秒差距），空洞的周围是一群星系组成的壳。这种空洞也可以作为宇宙的“量天尺”。
2011年，WiggleZ计划调查了银河系附近200,000个星系，利用这些空洞作为标准尺校正周围星系与地球的距离，再测量这些星系的红移量，类似前述的超新星测量法，也得出了宇宙在大约70亿年前开始加速膨胀的结论。同时，它给出了目前宇宙的涨落大约为1/10。

### 萨克斯-瓦福效应
我们目前观测到的宇宙微波背景辐射的光子，在到达探测器之前，走过了很长一段距离。在这段距离上，光子必然受到其附近天体的引力场影响，被红移或蓝移。由于宇宙的物质并不可能完全均匀分布，因此光子经过的路程上将布满很多引力势阱或势垒，这将造成不同方向的背景辐射光子温度产生差异。当然，由于原始宇宙的量子涨落，微波背景辐射的光子本来就存在由此而来的各向异性，这贡献了微波背景辐射各向异性的大部分。萨克斯-瓦福效应在此基础上，进一步叠加了一部分各向異性。
宇宙如果加速膨胀，将改变光子运行路上的引力势阱或势垒的构造，因此在光子通过势阱或势垒的过程中，这种变化的信息就体现在光子中。因此微波背景辐射的各向异性，将有助于我们了解宇宙各个方向的情况。2008年，Ho et al.以及Giannantonio et al.两个小组分别报道了他们的分析结论，显示宇宙正在加速膨胀。

## 关于对暗能量进行理论解释的尝试

### 宇宙学常数
爱因斯坦的引力场方程并沒有禁止一个宇宙学常数项。爱因斯坦本人曾引入这一项，使得宇宙存在一个静态解。虽然爱因斯坦本人宣称这是他一生中最严重的错误，但是现在宇宙的加速膨胀效应似乎表明，引力场方程中应该有这么一项，虽然它很小。
当然，这一项可以直接“手放”进引力场方程中，但是大家更希望给它一个解释。宇宙学常数项可以等效于一种物质，它处处存在，且具有负压强。描述粒子物理的量子场论预言了真空“不空”，它里面充斥了各种虚粒子涨落，因此真空本身当然具有能量，称为“真空能量”，这种量子效应导致的真空能即等效于一个宇宙学常数。不幸的是，多数粒子物理理论预言的真空能数值过大，通常比测出的暗能量密度（10−29 g/cm3）多出120个数量级，因此这也是粒子物理学理论中一个很嚴重的问题。
某些粒子物理学理论，比如超对称理论，其中各项真空能项可以被抵消。但这样又带来一个问题，为何真实宇宙中的真空能又没有被精确抵消，而残留了这么一点点呢？当然，超对称必须破缺，因此真空能不可能严格为0。但另一方面，目前超对称理论无法被实验证明是否是正确的，就算它在短期内被加速器实验证实，它仍然还不是一个有效理论，因为超对称破缺的具体机制并不清楚，而这也会强烈影响真空能的大小。能否给出正确的暗能量数值，也将是检验超对称理论的一个重要标准。

### 标量场理论
我们也可以在理论中直接引入一种标量场（可以被称作“第五元素”），用以驱动宇宙进行加速膨胀。与前述的宇宙常数理论不同，标量场理论允许暗能量有一定的不均匀。为了避免不均匀的程度太大，这种标量场的质量（也就是它拉氏量中的二次项系数）必须很轻，这样才能产生一个大的康普顿波长。
但是，如果认为任何场论都必须被量子化，这种标量场理论也必须被量子化。但是标量量子场论的质量并不是稳定的，也就是说，辐射修正不能保证标量场在重整化后的质量项仍然很小，这样，理论面临困难。
某些标量场理论能回答，“为何宇宙加速膨胀恰好能被我们观测到？”这个问题。如果宇宙加速膨胀得稍微早一点，那么在银河系形成之前，物质就已经由于宇宙的加速膨胀而互相分离，不能再凝聚成任何星系系统，也就不能产生人类了。这些标量场理论具有一种称为“tracker”的性质，“tracker”的意思类似追踪，追踪的对象是宇宙中的辐射。在宇宙早期辐射为主时期，这种标量场并不表现任何效应，也就是跟着“追踪着辐射走”，当辐射逐渐被宇宙膨胀稀释，密度降到物质密度以下，就触发了这种标量场开始产生效应，推动宇宙逐渐加速膨胀。
对于宇宙加速膨胀历史的考察，可以了解暗能量的状态方程，进而定出它压强和密度的关系。在自然单位制下，宇宙常数理论预言压强的数值严格等于密度(w=-1)。2004年，一项研究似乎观测到了一点偏离。
一些标量场理论被称作幻能量，它们预言暗能量密度将随时间的流逝而不断增加，甚至能最终导致“大撕裂”。另一些理论则非常大胆地将标量场的动能项写成负的。

### 可变暗能量模型
暗能量的密度可能在宇宙的历史中发生过变化。现代的观测数据让我们能够估算出当前暗能量的密度。通过研究重子声学振荡，我们可以探索暗能量在宇宙演化中的作用，并约束暗能量状态方程的参数。为此，已经提出了多种模型。最为人熟知的一个模型是谢瓦利耶–波拉尔斯基–林德（CPL）模型。
有一些观测结果表明，暗能量可能随着时间的推移在演化。来自暗能量光谱仪（DESI）的数据追踪了宇宙膨胀过程中重子声学振荡的变化，结合此前对宇宙微波背景、超新星和弱引力透镜的观测数据，研究发现暗能量密度有随着时间的推移而降低的趋势，其结果显著度处于2.8至4.2sigma区间。

## 外部連結
- 制造暗能量探测器
- Sciscape科景網站——物理：可以用弦論來計算黑暗能量嗎？
- 暗能量宇宙學簡介 （页面存档备份，存于）
- 暗能量综述论文 （页面存档备份，存于）
- Sciencepaper Online——天文学：万有引力的潮汐效应所导致的宇宙学红移及宇宙加速膨胀表象 （页面存档备份，存于）